# IVe siècle av. J.-C. en science
Ve siècle av. J.-C. en science - IVe siècle av. J.-C. - IIIe siècle av. J.-C. en science
Chronologie de la science
Cet article concerne les événements concernant les sciences et les techniques qui se sont déroulés durant le IVe siècle av. J.-C.

## Événements
- Vers 400 av. J.-C. : le médecin grec Hippocrate (vers 460-370 av. J.-C.) préconise d’utiliser comme antipyrétique une décoction de feuille de saule[1]. Il meurt à Larissa, en Thessalie vers 370 av. J.-C. Auteur de nombreux traités, il est considéré comme le fondateur de la médecine clinique traditionnelle basée sur l’observation et de la thérapeutique sur l’analyse logique des symptômes[2].
- Vers 400-300 av. J.-C. : l’introduction du travail du fer en Corée permet l’invention du chauffage par le sol dit ondol[3]. Parallèlement en Grèce, le temple d’Ephèse utilise un système de chauffage par le sol (hypocauste) vers 350 av. J.-C., système qui sera généralisé par les Romains vers 80 av. J.-C. (Caius Sergius Orata)[4].
- 399 av. J.-C. : invention d’une catapulte tirant des flèches (katapeltikon) à Syracuse, selon Diodore de Sicile[5].
- Vers 380 av. J.-C. : Archytas de Tarente, un ami du philosophe grec Platon, fabrique un pigeon de bois mécanique, capable de voler[6].
- Vers 365 av. J.-C. : le mathématicien Archytas de Tarente trouve une solution au problème de Délos (duplication du cube)[7].
- Vers 360 av. J.-C. : l'astronome et géographe Eudoxe de Cnide développe une théorie des sphères concentriques permettant une meilleure compréhension des mouvements planétaires. Il fixe aussi la longueur de l'année à 365 jours un quart.
- Vers 360 av. J.-C. : Aristote, dans ses Problematica, décrit une image inversée dans une boite ou sur le mur d'une chambre obscure, faisant face à un trou, première mention d'un dispositif de camera obscura[8].
- Vers 340 av. J.-C. : dans son ouvrage Du ciel, Aristote prouve la rotondité de la Terre par son ombre lors des éclipses[9].
- Vers 330 av. J.-C. : Aristote écrit les Météorologiques (météorologie). Il préfigure la psychologie avec son Traité de l’âme.
- 323 av. J.-C. : le philosophe et savant grec Aristote est accusé d'athéisme à Athènes et se retire à Chalcis. Théophraste lui succède à la tête du Lycée. Il privilégie la recherche scientifique et fait un grand travail sur les plantes et les minéraux[10]. Il commence une étude systématique de botanique publiée à partir de 314 av. J.-C. dans son Historia Plantarum[11].
- Vers 320 av. J.-C. :  travaux de l’astronome Autolycos de Pitane Sur les levers et couchers des étoiles fixes et Sur la sphère[12].

- En Gaule et dans les îles britanniques, les Celtes généralisent l’usage du fer, jusqu’alors un métal précieux, de la fonte à la cire perdue, de la poterie au tour et des moulins rotatifs[13].
- Les bématistes d'Alexandre le Grand Baeton, Diognète et Philon de Crète mesurent les distances parcourues par son armée en Asie[14].